# Jakob-Kaiser-Platz (stacja metra)
Jakob-Kaiser-Platz – stacja metra w Berlinie na linii U7, w dzielnicy Charlottenburg-Nord, w okręgu administracyjnym Charlottenburg-Wilmersdorf. Stacja została otwarta w 1980.